# The Incredible Crash Dummies (datorspel)
The Incredible Crash Dummies är ett TV-spel från 1992, baserat på leksaksserien med samma namn.
Spelet utgavs till bland annat Amiga, Game Boy, Sega Game Gear, Sega Master System, Sega Mega Drive, NES och SNES.

### Fotnoter
1. 1 2  ”The Incredible Crash Dummies”. NES DB. 1 mars 1993. Arkiverad från originalet den 11 mars 2015. https://web.archive.org/web/20150311183439/http://www.nesdb.se/game_more.php?id=724&rid=1. Läst 30 april 2014.
2. ↑  Lachel, Cyril (30 december 2006). ”The Incredible Crash Dummies - Game Review”. Defunct Games. http://www.defunctgames.com/shows.php?id=review-814. Läst 30 april 2014.